# Пушья
Пушья — село в Верхнекамском районе Кировской области. Входит в состав Кайского сельского поселения.

## География
Село находится на северо-востоке Кировской области, в северной части Верхнекамского района, на левом берегу реки Камы. Абсолютная высота — 137 метров над уровнем моря.
Расстояние до районного центра (города Кирс) — 70 км.

## Население
По данным Второй Ревизии (1748 год) в селе Пушетском насчитывалось 48 душ мужского пола (государственные черносошные крестьяне)
По данным всероссийской переписи 2010 года, численность населения села составляла 207 человек (мужчины — 104, женщины — 103).

## История
Село было основано в 1735 году. В 1844 году в Пушье была построена каменная Ильинская церковь. Приход состоял из 11 селений, в селе была расположена церковно-приходская смешанная одноклассная школа, построенная в 1884 году.

## Инфраструктура
В Пушье имеется основная общеобразовательная школа (МОУ ООШ с. Пушья), почтовое отделение.

Улицы села:
- Кирова
- Комсомольская
- Молодёжная
- Московская
- Новая
- Падерина
- Полевая

## Фотогалерея

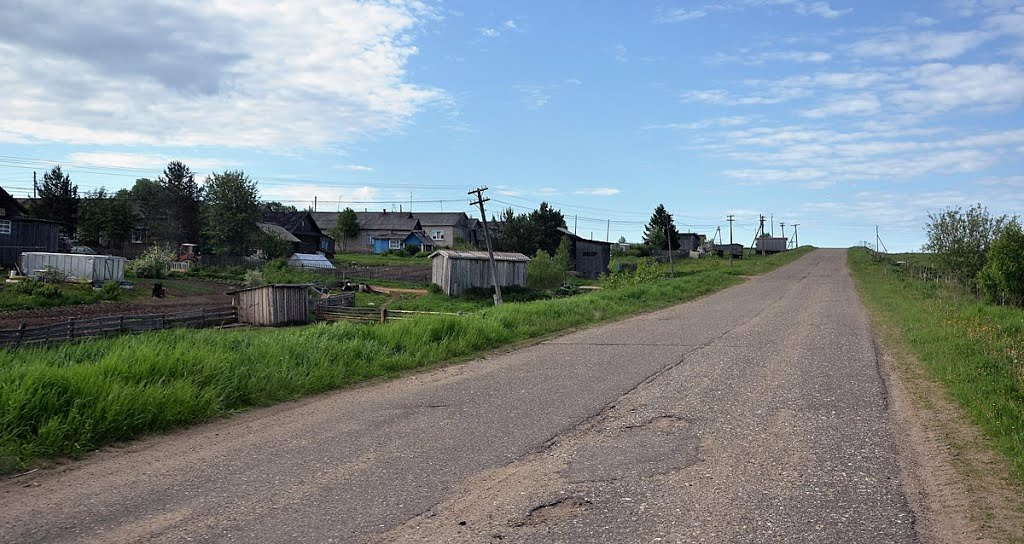
Пушья
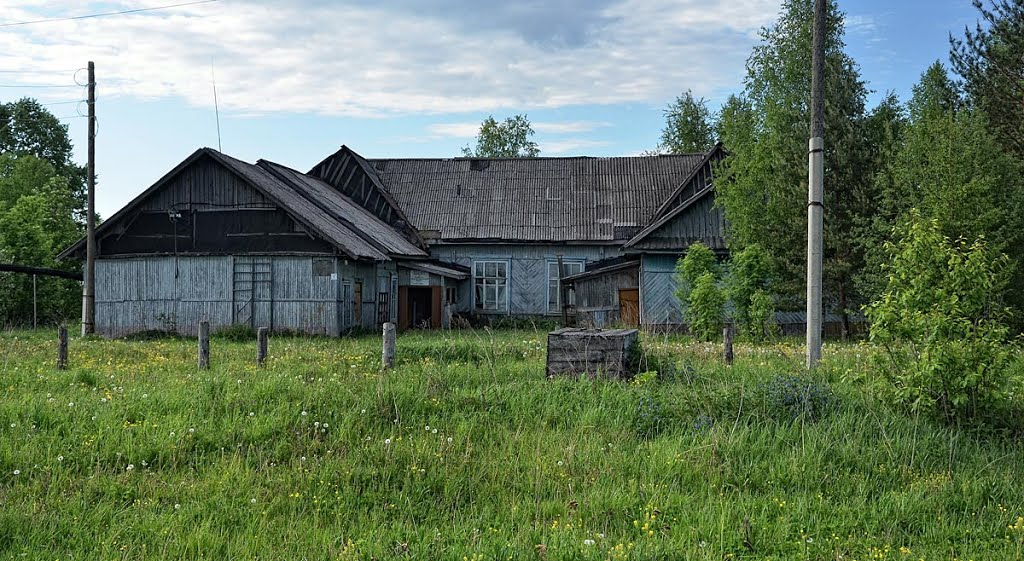
Пушья
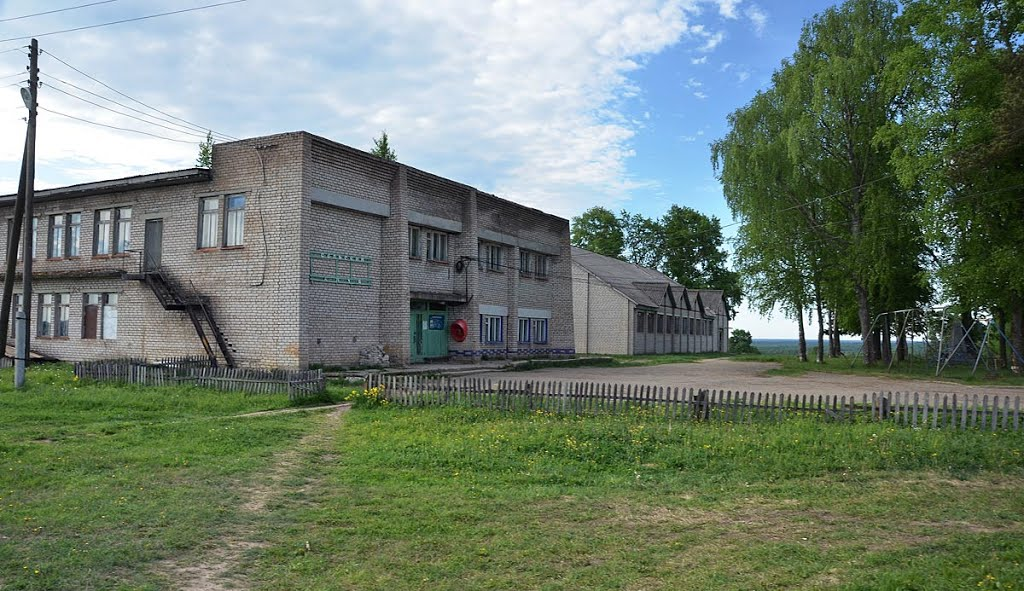
Клуб
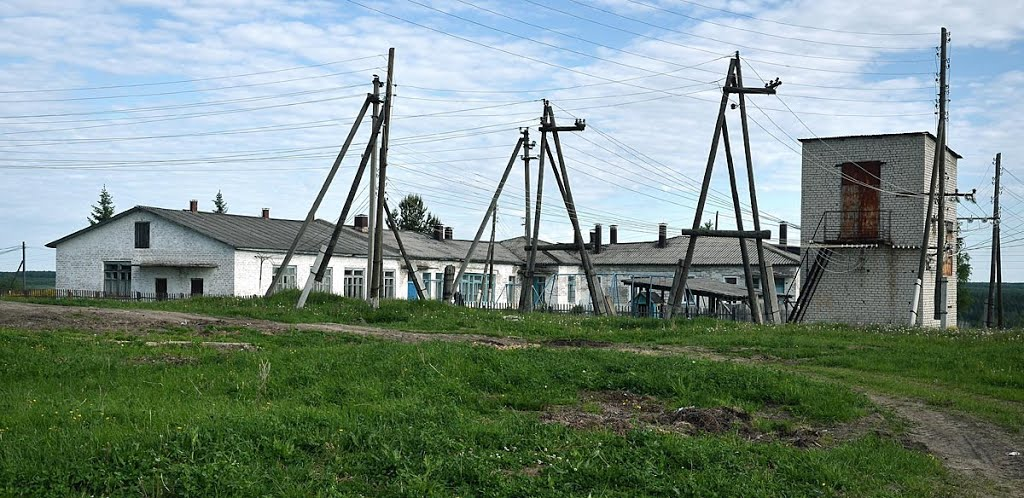
Детсад